# 納塔麗·葛丁
納塔麗·葛丁（Natalie Grandin，1981年2月27日—）是南非职业网球女运动员，1999年轉職業。她的WTA生涯最高單打排名為第144。
葛丁以多樣化打法和截擊技巧而著名，雙打比賽較為突出，單打方面則較為不理想，至今她還未在大滿貫單打會內賽中出賽。

## 外部連結
- 納塔麗·葛丁的国际女子网球协会官方資料（英文）
- 納塔麗·葛丁的國際網球總會 職業／青少年 官方資料（英文）
- Fed Cup - Player profile - Natalie GRANDIN (RSA) （页面存档备份，存于）